# ジャスミン
ジャスミン（耶悉茗、素馨、英語: jasmine [ˈdʒæzmɨn, ˈdʒæsmɨn]）は、モクセイ科ソケイ属（素馨属、学名: Jasminum）の植物の総称。ソケイ属の植物は世界で約400種が知られている。
ほとんどの種は白色または黄色の花を咲かせる（色についてはジャスミン (色)参照）。いくつかの種では花は強い芳香を持ち、香水やジャスミン茶（茉莉花茶）の原料として使用される。日本に古くからあるオウバイ（黄梅）は、中国では「迎春花」と呼ばれるジャスミンの仲間。香水用のジャスミンは、十字の花をつける「オオバナソケイ（大花素馨）」から採取される。
ジャスミンとソケイ属の中国名はそれぞれ「素馨」「素馨属」。サンスクリットの mallikā（マリカー）を語源とする「茉莉」（まつり）はソケイ属の数種に用いられる。ソケイ（素馨、中国名：素馨花）やマツリカ（茉莉花、中国名：双瓣茉莉）はソケイ属の一種。
ジャスミン（ヤースミーン）という語はペルシャ語に由来し、中近東から欧米では女性の名前としても用いられる（ジャスミン (曖昧さ回避)を参照）。

## 分布・生育地
アジアからアフリカの熱帯あるいは亜熱帯地方が原産である。

## 利用
ほとんどの種が観賞用として栽培されている。栽培の歴史は古く、古代エジプトですでに行われていたといわれている。ソケイとマツリカの2種については、香料原料として大規模な栽培が行われている。
ソケイは16世紀中ごろからフランスのグラースで香料原料として大規模に栽培されるようになった。現在では、主な産地はエジプトやモロッコ、インドなどに移っている。花は夜間に開くので、開ききった明け方に人手により摘み取られ、有機溶媒による抽出が行われる。抽出後、溶媒を除去すると「コンクリート」と呼ばれるワックス状の芳香を持つ固体が得られる。これをエタノールで再度抽出し、エタノールを除去したものが、香料として使用される「ジャスミン・アブソリュート」である。花約700キログラムからジャスミン・アブソリュート1キログラムが得られる。ジャスミン・アブソリュートを使った香水としては、ジャン・パトゥ社の「Joy」が著名である。
化粧品・医学部外品成分の香料の中で、ジャスミン・アブソリュートはアレルゲン陽性率が高く、注意を要する。
ジャスミンの花にはいくつかの香気成分が含まれているが、その中でもジャスミンの香りを特徴づける独特な香気成分であるcis-ジャスモンは、未だ工業的生産法は確立されておらず、自然の花から抽出し精製するしか方法がないため、cis-ジャスモンを主原料とした香料は非常に高価である。それと比べ、工業的生産法が確立されているジャスモン酸メチル系の香料は安価で入手可能で、香水やアロマオイルなどとして一般に広く出回っている。16世紀中国の官能小説『金瓶梅』には、女がジャスミンの蕊（めしべ、おしべ）とバターとおしろいを混ぜて体中に塗り付け男を楽しませる場面が登場する。

### 茉莉花茶
緑茶またはウーロン茶に、マツリカを用いて香りをつけたのが茉莉花茶である。茉莉花茶は、中国においてもっとも有名な茶の香りである。中国福州市が産地として有名であり、ジャスミンの花は福州市の市花である。
マツリカは中国南部、台湾、インドネシアなどで栽培されており、ジャスミン茶の着香に使用される。マツリカも夜間に花が開くが、摘み取りはまだつぼみの状態の昼間のうちに行われる。これを夜間に花が開き始めたところで、茶葉と混合して着香する。

## 栽培
熱帯地方原産の植物であるため、中緯度以北では温室が必要な種が多いが、シロモッコウやハゴロモジャスミン、オウバイ（黄梅）は耐寒性があり、普通に露地栽培することができる。肥沃で水はけのよい土地を好む。ソケイやマツリカ、シロモッコウなどはつる植物であるので、支柱が必要である。支柱があると2 - 3メートル程度の高さまで伸びる。通常は挿し木で増やす。

## 主な種
- ナガバジャスミン Jasminum adenophyllum
- ツルジャスミン Jasminum azoricum
- ベニバナソケイ（ビージアナム） Jasminum beesianum - ジャスミンには珍しく赤色の花を咲かせる。
- ノハラジャスミン Jasminum bifarium
- リュウキュウオウバイ Jasminum floridum
- オオバナソケイ（ソケイ） Jasminum grandiflorum - 香水に使用される種。
- ヒマラヤソケイ Jasminum humile
- ウンナンソケイ Jasminum humile var. glabrum
- キソケイ Jasminum humile var. revolutum
- シマダソケイ Jasminum lanceolarium
- マリアナソケイ Jasminum marianum
- オウバイモドキ（ウンナンオウバイ） Jasminum mesnyi
- ケソケイ（ボルネオソケイ、スタージャスミン） Jasminum multiflorum
- イヌシロソケイ Jasminum nervosum
- シロソケイ Jasminum nervosum var. elegans
- オオシロソケイ（エンジェルウィングジャスミン） Jasminum nitidum
- オウバイ Jasminum nudiflorum
- ソケイ（シロモッコウ、コモンジャスミン、オオバナソケイ、ロイヤルジャスミン、黄金葉ジャスミン、ホワイトプリンセス） Jasminum officinale - 四季咲き。
- ハゴロモジャスミン Jasminum polyanthum
- シャムソケイ Jasminum rex
- マツリカ（アラビアジャスミン） Jasminum sambac - ジャスミン茶（茉莉花茶）に使用される種。
- オキナワソケイ Jasminum sinense
- ベニバナソケイ（ステファネンセ） Jasminum stephanense
- シロマツリ Jasminum subtriplinerve
- オキナワソケイ Jasminum superfluum
- シロソケイ Jasminum trinerve
- ミヤマソケイ Jasminum urophyllum

## ジャスミンと呼ばれるその他の植物
ジャスミンと名のつく植物は多くの科にあり、本来のジャスミンとは系統の遠いものも多い。
- カロライナジャスミン（イエロージャスミン、ニセジャスミン、イブニングトランペット、トランペットフラワー、カロリナソケイ） Gelsemium sempervirens - マチン科ゲルセミウム属
- ランキンジャスミン（ゲルセミウム・ランキニ） Gelsemium rankinii - マチン科ゲルセミウム属
- マダガスカルジャスミン（アフリカシタキヅル） Stephanotis floribunda - キョウチクトウ科（旧分類ではガガイモ科）ステファノチス属
- アメリカジャスミン（ニオイバンマツリ） Brunfelsia latifolia - ナス科ブルンフェルシア属
- オレンジジャスミン（シルクジャスミン、ゲッキツ） Murraya paniculata - ミカン科ゲッキツ属

## 文化的側面
2011年のチュニジア革命は、別名ジャスミン革命と呼ばれている。
いくつかの国では、ジャスミンを国花として定めている。
- シリア：首都ダマスカスはジャスミン市と呼ばれる[6]。
- ハワイ: マツリカはレイ装飾で一般的に用いられ、また多くのハワイの歌の題材となっている。
- インドネシア: マツリカは1990年に国花と定められた[7]。
- パキスタン: ソケイは"chambeli", "yasmin"として知られ、国花である[8]。
- フィリピン: マツリカは1935年に国花として定められ、サンパギータと呼ばれている。
- タイ: ジャスミンの花は母性の象徴とされている[8]。